# Kluizenaarstinamoe
De kluizenaarstinamoe (Tinamus solitarius) is een vogel uit de familie tinamoes (Tinamidae). De wetenschappelijke naam van de soort is voor het eerst geldig gepubliceerd in 1819 door Louis Jean Pierre Vieillot.

## Beschrijving
De kluizenaarstinamoe is overwegend bruin, met vele zwarte strepen. De nek, borst en flanken zijn grijs, de buik is wit. De kop is geelachtig met een witte keel en donkerbruine kruin. De vogel wordt ongeveer 45 cm groot.

## Voorkomen
De soort komt voor in het Atlantisch Woud; van het oosten van Brazilië tot het noordoosten van Argentinië en het oosten van Paraguay.

## Leefgebied en leefwijze
Het leefgebied bestaat uit natuurlijk bos met weinig ondergroei en een gesloten bladerdak dat ligt in laag gelegen land of heuvelland tot op 1200 m boven zeeniveau. De vogel is ook waargenomen in secundair en gedegradeerd bos. De kluizenaarstinamoe eet vruchten en zaden van de grond en kleine planten.

## Voortplanting
De kluizenaarstinamoe legt glanzende, kleurrijke eieren. Het mannetje broedt de eieren uit en voedt de jongen op. De jongen zijn al snel volwassen.

## Status
De grootte van de populatie is niet gekwantificeerd. Waarschijnlijk nemen de populatie-aantallen nemen af door bejaging en habitatverlies. Het leefgebied wordt aangetast door ontbossing waarbij natuurlijk bos wordt omgezet in gebied voor agrarisch gebruik, aanleg van infrastructuur, industrialisatie en verstedelijking. Om deze redenen staat deze soort als gevoelig op de Rode Lijst van de IUCN.